# 二股駅
二股駅（ふたまたえき）は、北海道（渡島総合振興局）山越郡長万部町字双葉にある北海道旅客鉄道（JR北海道）函館本線の駅である。駅番号はS32。電報略号はフタ。事務管理コードは▲140130。

## 歴史
- 1903年（明治36年）11月3日：北海道鉄道 森駅 - 熱郛駅間の開通に伴い、同線の駅として開業[3][4]。一般駅[5]。
- 1907年（明治40年）7月1日：北海道鉄道の国有化に伴い、国有鉄道に移管[3][4]。
- 1909年（明治42年）10月12日：国有鉄道線路名称制定に伴い、函館本線の駅となる[3][4]。
- 1949年（昭和24年）6月1日：日本国有鉄道法施行に伴い、日本国有鉄道（国鉄）に継承。
- 1975年（昭和50年）2月7日：貨物取扱い廃止[5]。
- 1984年（昭和59年）2月1日：荷物取扱い廃止[5]。
- 1986年（昭和61年）11月1日：交換設備を廃止。同時に無人化[6]。
- 1987年（昭和62年）
  - 1月：旧駅舎撤去、貨車駅舎に改築[1]。
  - 4月1日：国鉄分割民営化に伴い、北海道旅客鉄道（JR北海道）の駅となる[5]。
- 2007年（平成19年）10月1日：駅ナンバリングを実施[JR北 1]。
- 2025年（令和7年）6月11日：同日付「北海道新聞」にて、JR北海道が2026年（令和8年）春以降の当駅の存続が困難であることを長万部町に伝達し、同町が当駅の廃止を容認する方針である旨が報道される[新聞 1]。

### 駅名の由来
当駅の所在地「双葉」の旧名である「二股」より。当地が長万部川とチライ川（知来川、とも）の合流点であることからついたもので、幕末の探検家松浦武四郎の旧図にも登場する古い名称である。
なお、アイヌ語では通常このような地形を「ペタウ（pet-au）」（川・枝）、あるいは転訛して「ペタヌ」と呼ぶが、当地より上流にペタヌ川という河川があり、アイヌ語研究者の山田秀三は、現在の二股がそのように呼ばれていた名残で、その地名が移ったものではないかと推測している。

## 駅構造
単式ホーム1面1線を有する地上駅。ホームは線路の西側（旭川方面に向かって左手側、旧1番線）に存在する。そのほか1993年（平成5年）3月時点では本線旭川方からホーム北側まで戻る形の転轍機が撤去された行き止りの側線（旧貨物側線）を1線有する。かつては相対式ホーム2面2線を有する地上駅で、列車交換可能な交換駅であった。当時は互いのホームは駅舎側ホーム北側と対向側ホーム南側部分を結んだ構内踏切で連絡していた。千鳥式に近い配置で、駅舎側（西側）ホームが下りの1番線、対向側ホームが上りの2番線となっていた。上下線共に安全側線を有していた。また、2番線ホーム外側に側線扱いの副本線を有した（ホームは乗降不可）。使われなくなった2番線及び副本線は、交換設備運用廃止後は1993年（平成5年）3月までには撤去されていた。

長万部駅管理の無人駅となっている。駅舎は構内の西側に位置しホーム中央部分に接している。有人駅時代の駅舎は撤去され、北海道内では唯一のワラ1形有蓋車改造の貨車駅舎が設置されている。扉はアルミサッシになり、上部に設置された庇 はアーチ形状で、側面（駅舎としては正面）に窓が設けられている。塗装は劣化してサビが浮いている。

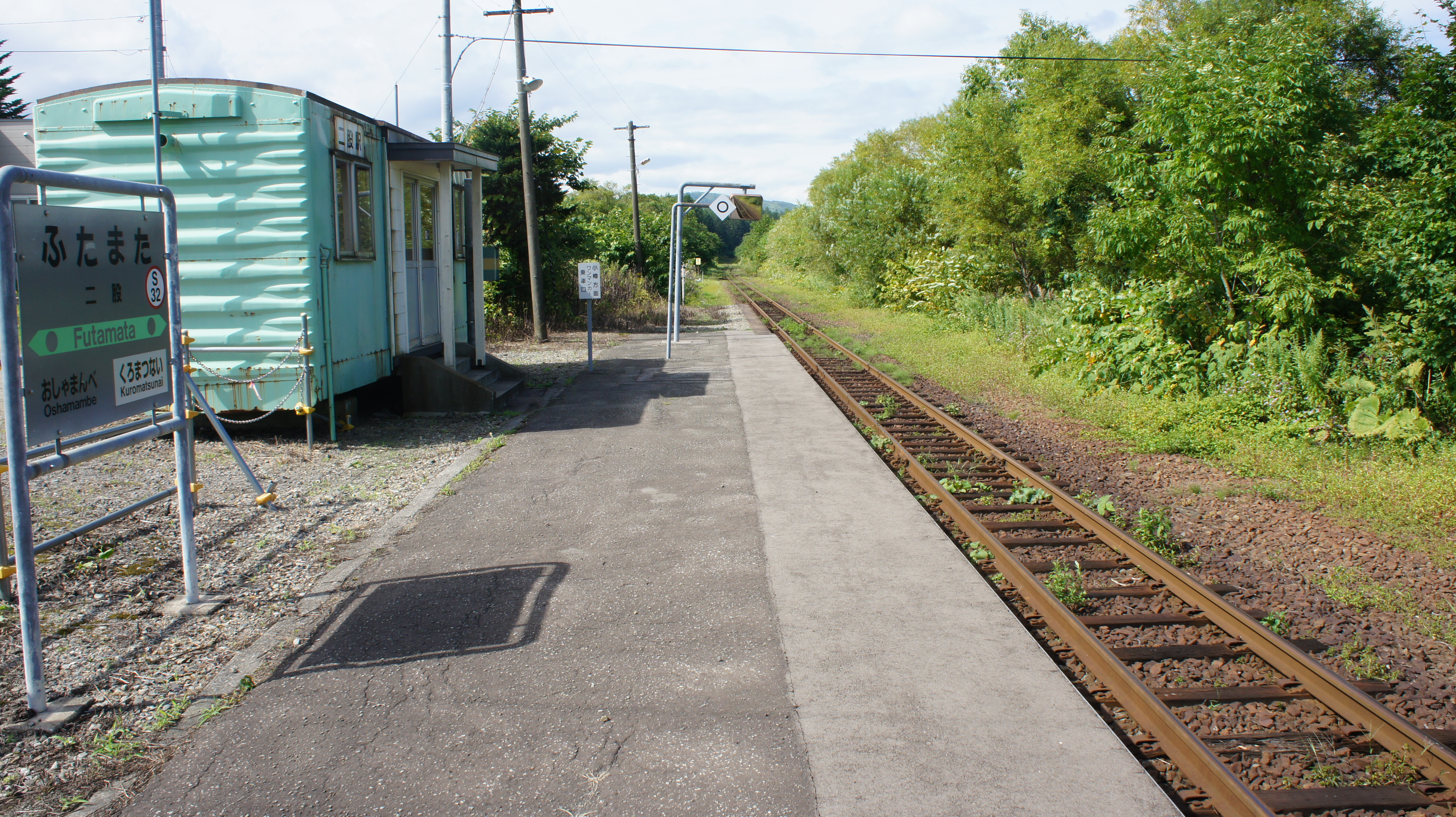
ホーム（2017年9月）

## 利用状況
乗車人員の推移は以下の通り。年間の値のみ判明している年度は日数割で算出した参考値を括弧書きで示す。出典が「乗降人員」となっているものについては1/2とした値を括弧書きで乗車人員の欄に示し、備考欄で元の値を示す。
また、「JR調査」については、当該の年度を最終年とする過去5年間の各調査日における平均である。
| 年度               | 乗車人員（人） | 乗車人員（人） | 乗車人員（人） | 出典       | 備考                |
| 年度               | 年間           | 1日平均        | JR調査         | 出典       | 備考                |
| ------------------ | -------------- | -------------- | -------------- | ---------- | ------------------- |
| 1978年（昭和53年） |                | 61.0           |                | [ 14 ]     |                     |
| 1981年（昭和56年） |                | (22.0)         |                | [ 11 ]     | 1日乗降客数は44人。 |
| 1992年（平成4年）  |                | (24.0)         |                | [ 10 ]     | 1日乗降客数は48人。 |
| 2015年（平成27年） |                |                | 「10名以下」   | [ JR北 2 ] |                     |
| 2017年（平成29年） |                |                | 4.2            | [ 15 ]     |                     |
| 2018年（平成30年） |                |                | 3.0            | [ 16 ]     |                     |
| 2019年（令和元年） |                |                | 「3名以下」    | [ JR北 3 ] |                     |
| 2020年（令和2年）  |                |                | 「3名以下」    | [ JR北 4 ] |                     |

## 駅周辺

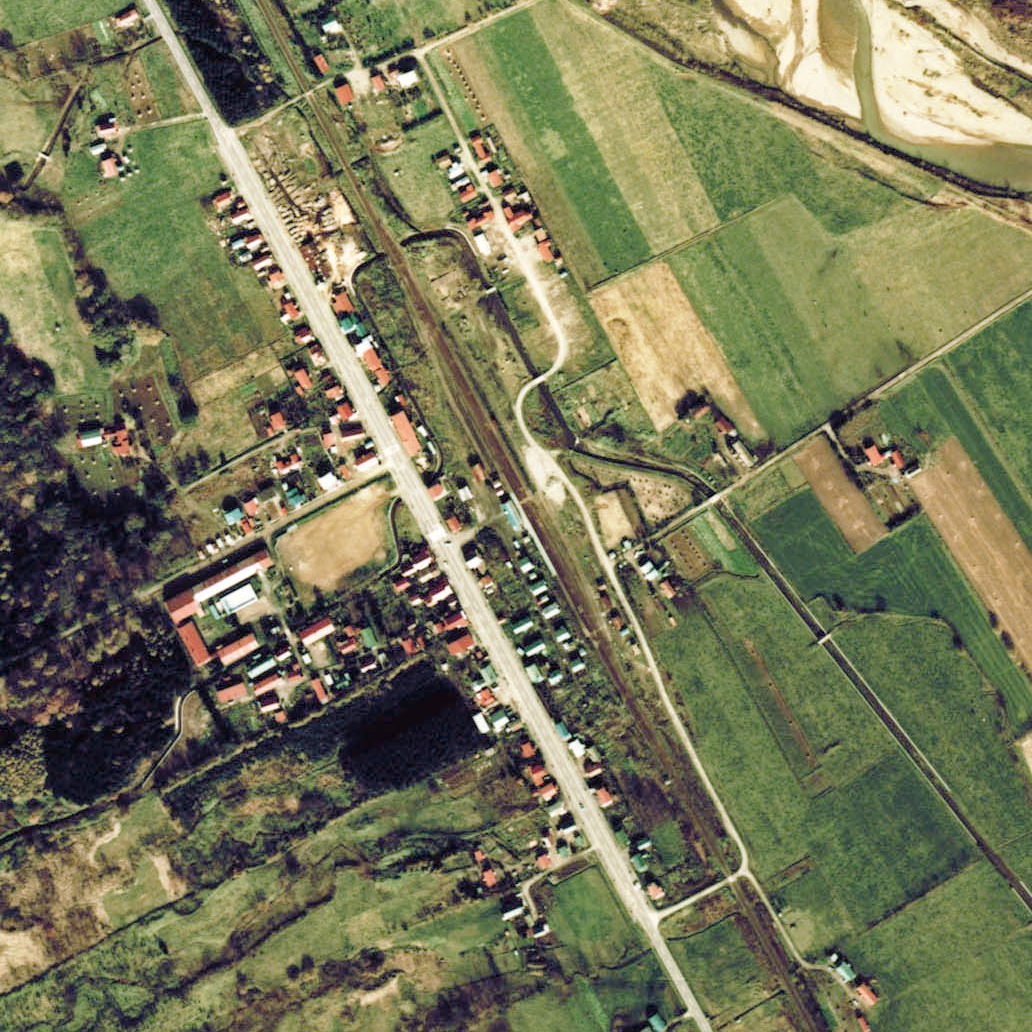
1976年の二股駅と周囲約750m範囲。下が長万部方面。

長万部川の谷を遡り、山地に入ったところに位置し、小高い山々が駅の両側に展開している。
- 国道5号
- 双葉振興会館 - 駅横[13]。
- 二股ラヂウム温泉 - 駅から西に約8km[11]。世界に2箇所しかない石灰華ドームがある[13]。腰痛に効果がある[13]。
- 二股山 - 駅の南西。標高569m。
- 写万部山 - 駅の東。標高499m。
- 長万部川
- チライ川
- 二股川
- ニセコバス「二股駅」停留所[17]

## 隣の駅
北海道旅客鉄道（JR北海道）
■函館本線
長万部駅 (H47) - 二股駅 (S32) - *蕨岱駅 (S31) - 黒松内駅 (S30)
*打消線は廃駅

### JR北海道
1. ↑  『駅番号表示（駅ナンバリング）を実施します』（PDF）（プレスリリース）北海道旅客鉄道、2007年9月12日。オリジナルの2007年9月30日時点におけるアーカイブ。2014年9月6日閲覧。
2. ↑  “極端にご利用の少ない駅（3月26日現在）” (PDF). 平成28年度事業運営の最重点事項.   北海道旅客鉄道. p. 6 (2016年3月28日). 2017年9月25日閲覧。
3. ↑  “駅別乗車人員” (PDF). 地域交通を持続的に維持するために > 全線区のご利用状況.   北海道旅客鉄道 (2020年10月30日). 2020年11月2日時点のオリジナルよりアーカイブ。2020年11月5日閲覧。
4. ↑  “駅別乗車人員” (PDF). 地域交通を持続的に維持するために > 全線区のご利用状況.   北海道旅客鉄道 (2021年9月30日). 2022年1月1日時点のオリジナルよりアーカイブ。2022年1月1日閲覧。

### 新聞記事
1. ↑  「函館線・二股駅廃止へ JR北海道「存続困難」長万部町に伝達」『北海道新聞』2025年6月11日。オリジナルの2025年6月11日時点におけるアーカイブ。2025年6月11日閲覧。